# Фастовка (Киевская область)
Фа́стовка (укр. Фастівка) — село, входит в Белоцерковский район Киевской области Украины.
Население по переписи 2001 года составляло 628 человек. Почтовый индекс — 09157.

## Местный совет
09157, Киевская обл., Белоцерковский р-н, с. Фастовка, ул. Советская, 1